# Ancien hôtel de ville de Bratislava
L'ancien hôtel de ville (Stará radnica en slovaque) dans la vieille ville de Bratislava est l'un des plus anciens bâtiments en pierre de la ville.
Il a un toit de tuiles colorées et est à l'origine un bâtiment gothique du XIVe siècle (mentionné pour la première fois en 1370). Il se situe entre la place principale et la Primatialplatz et devant elle se dresse la Maximiliansbrunnen (ou fontaine de Roland), la plus ancienne fontaine de la ville datant de 1572. Dans la cour intérieure de l'hôtel de ville se trouve un boulet de canon qui y aurait été abattu par les troupes de Napoléon.

## Histoire
La maison, construite à l'origine comme résidence de "Richter Jakob" (mentionnée pour la première fois en 1370), a servi d'hôtel de ville à partir de 1434 après son acquisition par la ville en deux étapes entre 1388 et 1421. L'ensemble du complexe a été reconstruit dans le style gothique tardif. Au cours de cette rénovation, un passage souterrain a également été construit. La rénovation suivante dans le style Renaissance a eu lieu au milieu du XVIe siècle. En 1591, la ville acquiert la maison Unger (en slovaque Ungerov dom). La tour a été endommagée par un tremblement de terre en 1586.
Après un incendie en 1733, il fut décidé de reconstruire l'hôtel de ville dans le style baroque. Étant donné que l'ensemble du complexe ne suffisait plus, en 1867 la ville acheta le Palais Apponyi, construit en 1761-62 sur le côté sud de l'Ancien Hôtel de Ville ; Elle a ensuite laissé l'ancien bâtiment au musée de la ville, qui a été fondé un an plus tard et s'appelle maintenant le musée de la ville de Bratislava . Le dernier grand projet de construction a eu lieu dans les années 1911-12, lorsqu'un nouveau bâtiment historique a été créé pour les ailes sud et est de la cour intérieure. 
Des travaux de restauration ont été réalisés entre 2005 et 2007 ; des fouilles archéologiques ont également eu lieu, qui ont apporté de nouvelles connaissances sur l'époque de La Tène et le peuplement celtique (oppidum) que l'on soupçonne ici .

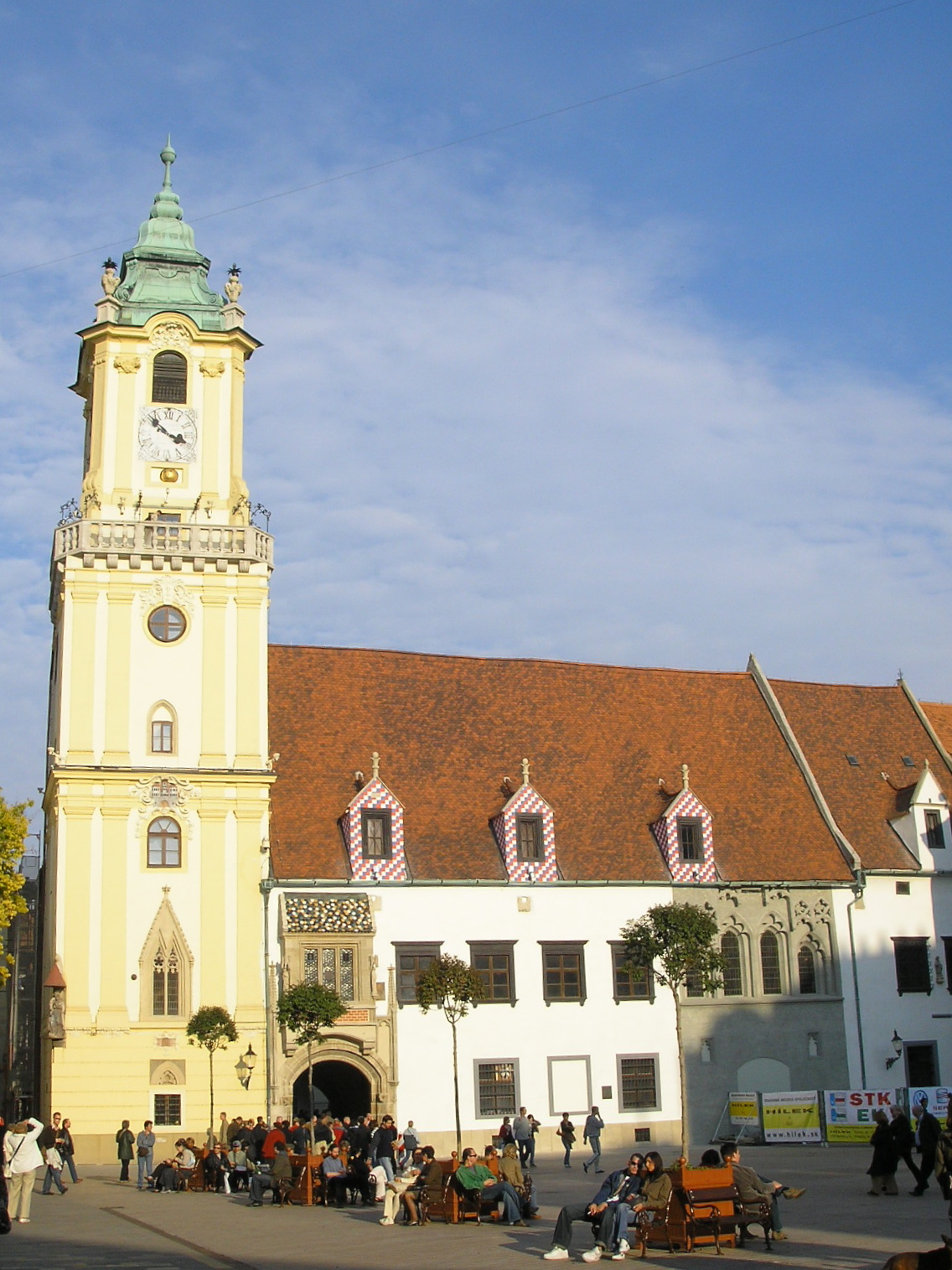
Ancien hôtel de ville de Bratislava.
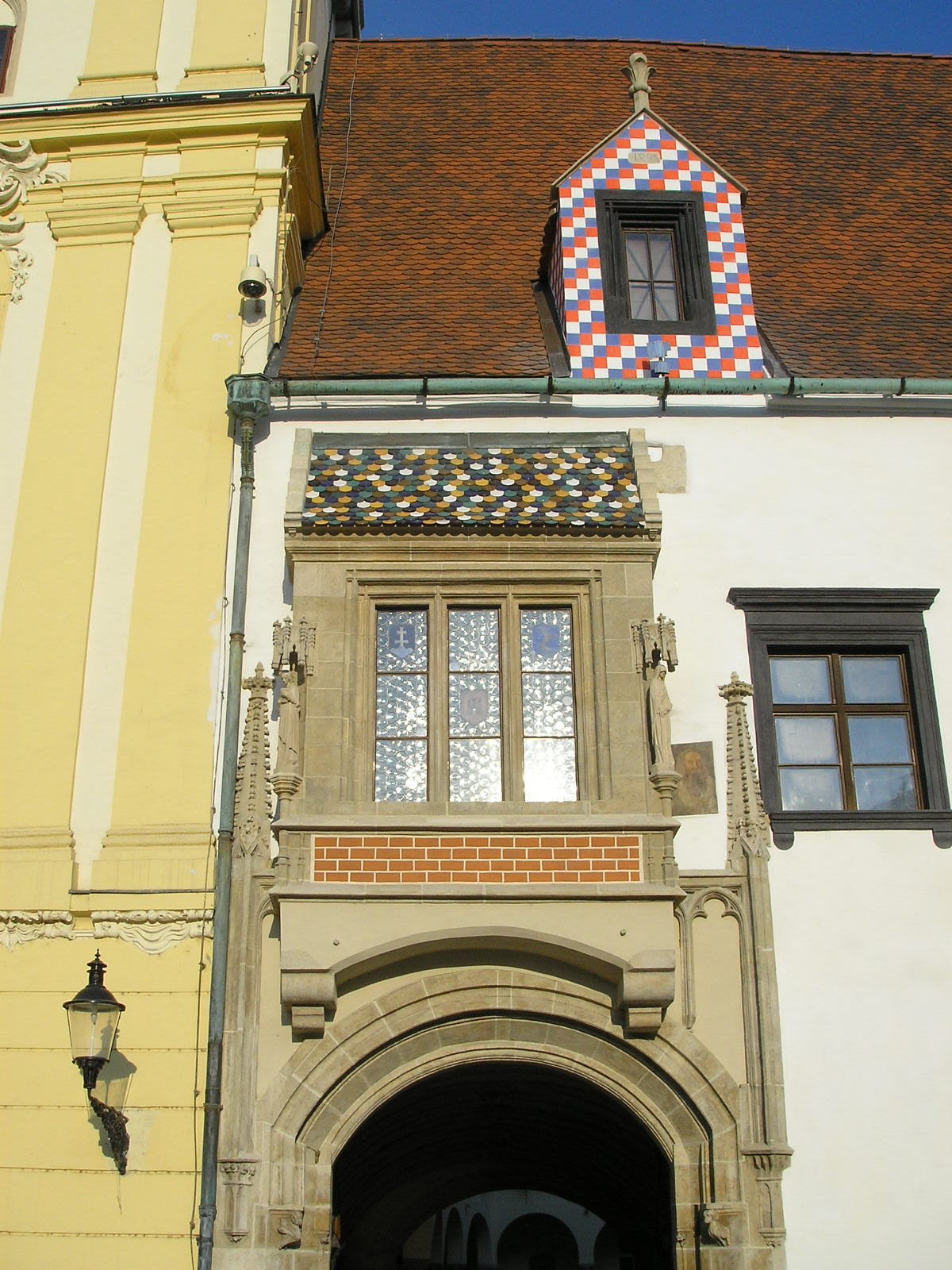
Baie vitrée au dessus de l'entrée de l'ancienne mairie.
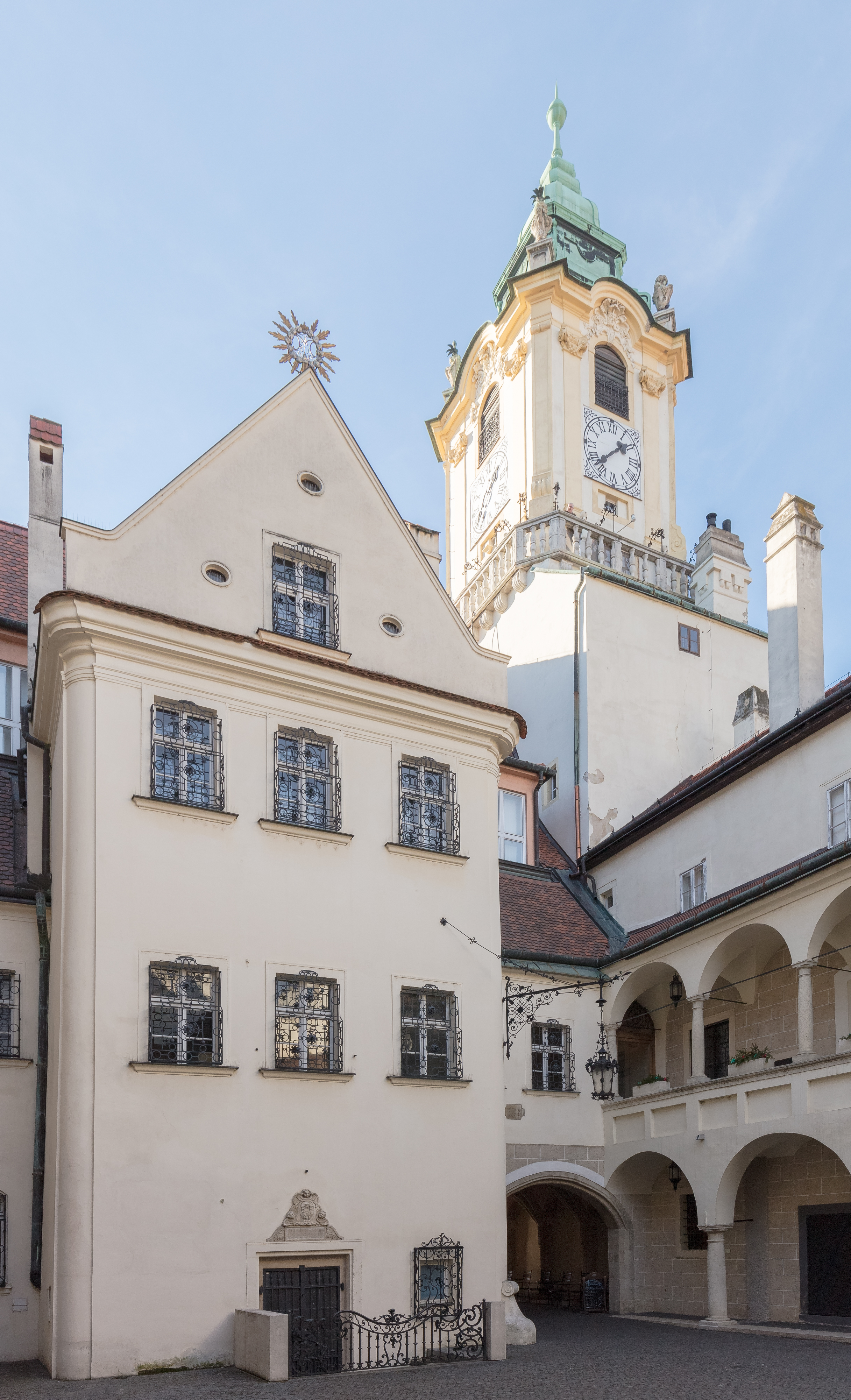
Vue depuis la cour intérieure.